# بيل بويسن
بيل بويسن (بالإنجليزية: Bill Boysen)‏ هو فنان زجاج ‏ أمريكي، ولد في 1936.